# JBLスーパーリーグ 2001-02
JBLスーパーリーグ 2001-02は、2001年から2002年にかけて開催されたJBLスーパーリーグである。スーパーリーグとなって最初のシーズンである。

## 参加チーム
- 日立サンロッカーズ
- ボッシュブルーウィンズ
- 東芝ブレイブサンダース
- トヨタ自動車アルバルク
- いすゞ自動車ギガキャッツ
- アイシン精機アイシンシーホース
- 三菱電機メルコドルフィンズ
- 松下電器パナソニックスーパーカンガルーズ

## 結果

### レギュラーシーズン順位
| 順位 | チーム名                                 | 成績    | 勝率 |
| ---- | ---------------------------------------- | ------- | ---- |
| 1    | アイシン精機アイシンシーホース           | 17勝4敗 | .810 |
| 2    | いすゞ自動車ギガキャッツ                 | 15勝6敗 | .714 |
| 3    | ボッシュブルーウィンズ                   | 15勝6敗 | .714 |
| 4    | トヨタ自動車アルバルク                   | 15勝6敗 | .714 |
| 5    | 三菱電機メルコドルフィンズ               | 8勝13敗 | .615 |
| 6    | 東芝ブレイブサンダース                   | 7勝14敗 | .333 |
| 7    | 日立サンロッカーズ                       | 5勝16敗 | .238 |
| 8    | 松下電器パナソニックスーパーカンガルーズ | 2勝19敗 | .095 |

### プレーオフ
セミファイナル
| 戦 | 勝者                                     | スコア | 敗者                                   |
| -- | ---------------------------------------- | ------ | -------------------------------------- |
| 1  | いすゞ自動車ギガキャッツ レギュラー・2位 | 88-82  | ボッシュブルーウィンズ 同・3位         |
| 2  | いすゞ自動車ギガキャッツ レギュラー・2位 | 73-69  | ボッシュブルーウィンズ 同・3位         |
| 1  | トヨタ自動車アルバルク 同・4位           | 97-92  | アイシン精機アイシンシーホース 同・1位 |
| 2  | トヨタ自動車アルバルク 同・4位           | 83-76  | アイシン精機アイシンシーホース 同・1位 |

ファイナル
| 戦 | 優勝                   | スコア | 準優勝                   |
| -- | ---------------------- | ------ | ------------------------ |
| 1  | トヨタ自動車アルバルク | 94-79  | いすゞ自動車ギガキャッツ |
| 2  | トヨタ自動車アルバルク | 69-66  | いすゞ自動車ギガキャッツ |

### 最終順位
| 順位 | チーム名                                 |
| ---- | ---------------------------------------- |
| 1    | トヨタ自動車アルバルク                   |
| 2    | いすゞ自動車ギガキャッツ                 |
| 3    | アイシン精機アイシンシーホース           |
| 4    | ボッシュブルーウィンズ                   |
| 5    | 三菱電機メルコドルフィンズ               |
| 6    | 東芝ブレイブサンダース                   |
| 7    | 日立サンロッカーズ                       |
| 8    | 松下電器パナソニックスーパーカンガルーズ |

## JBLアウォード
MVP
- 折茂武彦（トヨタ自動車）

ルーキー・オブ・ザ・イヤー
- 渡邉拓馬（トヨタ自動車）

コーチ・オブ・ザ・イヤー
- 小野秀二（トヨタ自動車）

ベスト5
- PG 佐古賢一（いすゞ自動車）
- SG 後藤正規（アイシン）
- SF 折茂武彦（トヨタ自動車）
- PF ルシアス・デービス（いすゞ自動車）
- C ブライアン・ヘンドリック（トヨタ自動車）

## 備考
- 今大会を最後にいすゞ自動車とボッシュが廃部となった。